# Ma Se-geon
Ma Se-geon (n. 24 ianuarie 1994, Busan, Coreea de Sud) este un scrimer sud-coreean, medaliat olimpic. A participat la o ediție a Jocurilor Olimpice (2020) în care a câștigat o medalie de bronz.